# 王子さまーっ
『王子さまーっ』（おうじさまーっ）は、高橋千鶴による日本の漫画。
『なかよし』（講談社）において、1986年に連載された。

## 書誌情報
- 高橋千鶴『王子さまーっ』全1巻、講談社〈講談社コミックスなかよし〉、1986年10月6日発行。ISBN 4-06-178551-6[注釈 1]